# Alexander Italianer
Alexander Italianer (* 1956) ist ein niederländischer EU-Beamter. Von September 2015 bis Februar 2018 war er Generalsekretär der Europäischen Kommission.

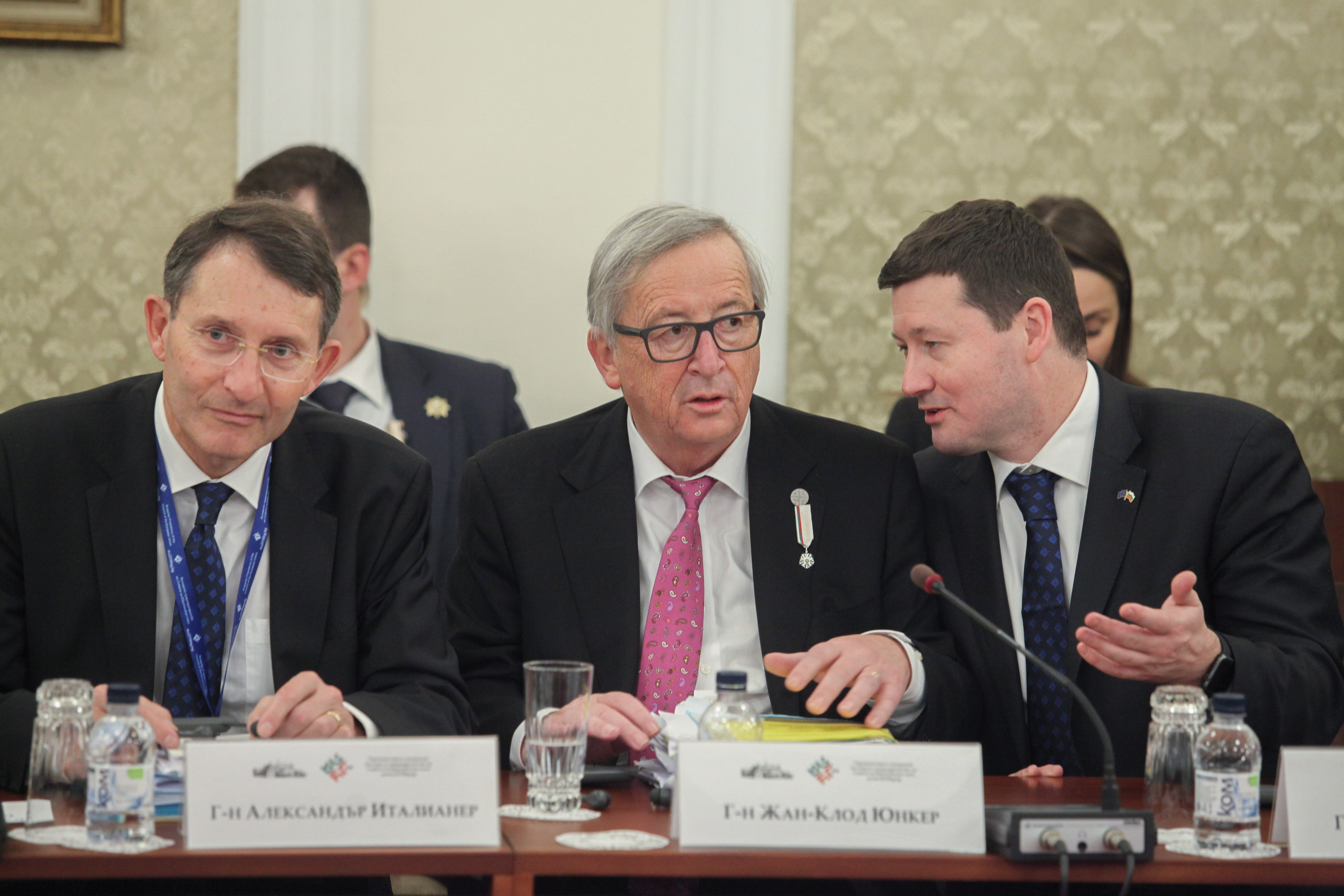
Italianer links neben Kommissionspräsident Juncker in Bulgarien, Januar 2018

## Leben
Alexander Italianer studierte Wirtschaftswissenschaften und wurde an der Universität Groningen mit einer Arbeit über Theory and practice of international trade linkage models promoviert. Nach einem Forschungsaufenthalt an der Katholischen Universität Löwen trat er 1985 in den Dienst der Europäischen Kommission. Dort war er in den Kabinetten Santer, Verheugen, Telička and Barroso tätig.
Er wurde 2006 stellvertretender Generalsekretär der Agenda für bessere Regulierung. Im Februar 2010 übernahm er die Leitung der Generaldirektion Wettbewerb.